# Black Forest (film 2010)
Black Forest è un film thriller del 2010 diretto da Gert Steinheimer. È stato girato in gran parte nella zona di Wunderlehof, nel comune tedesco di Hinterzarten, Circondario di Brisgovia-Alta Foresta Nera.

## Trama
Quattro amici in cerca di relax vanno in vacanza in una cascina della Foresta Nera. Il tempo scorre tranquillo fino a quando non trovano in stanza chiusa a chiave uno strano televisore che si accende e spegne da solo. Da qui cominciano strani avvenimenti.